# Dune (Parker Brothers)
Dune is een bordspel dat zich afspeelt in het Duin-universum van Frank Herbert, uitgegeven door Parker Brothers in 1984. Het spel werd gelijktijdig met de film Dune van David Lynch uitgebracht.

## Spelregels
Het spel is gebaseerd op de film en bevat 12 Dune-personages, verdeeld in teams van drie. Elk personage heeft zijn eigen kracht en listige waarden. Spelers kunnen door middel van bepaalde dobbelsteenworpen en kaarten de buitenste woestijnvakken bewegen om geldeenheden specerijen te oogsten of kunnen door de binnenste kasteelvakken bewegen om kracht op te bouwen.